# Fußball-Club Augsburg 1907 2008-2009
Questa voce raccoglie le informazioni riguardanti il Fußball-Club Augsburg 1907 nelle competizioni ufficiali della stagione 2008-2009.

## Stagione
Nella stagione 2008-2009 l'Augusta, allenato da Jos Luhukay, concluse il campionato di 2. Bundesliga al 11º posto. In Coppa di Germania l'Augusta fu eliminato al secondo turno dal Bayer Leverkusen.

## Rosa
| N. |                        | Ruolo | Calciatore          |
| -- | ---------------------- | ----- | ------------------- |
| 55 | Bielorussia (bandiera) | P     | Vasily Khomutovsky  |
| 24 | Germania (bandiera)    | P     | Lukas Kruse         |
| 1  | Germania (bandiera)    | P     | Patrick Lehner      |
| 30 | Germania (bandiera)    | P     | Sven Neuhaus        |
| 21 | Germania (bandiera)    | D     | Roland Benschneider |
| 5  | Germania (bandiera)    | D     | Ingo Hertzsch       |
| 4  | Germania (bandiera)    | D     | Benjamin Kern       |
| 3  | Georgia (bandiera)     | D     | Otar Khizaneishvili |
| 6  | Germania (bandiera)    | D     | Thomas Kläsener     |
| 16 | Germania (bandiera)    | D     | Uwe Möhrle          |
| 15 | Austria (bandiera)     | D     | Mark Prettenthaler  |
| 7  | Germania (bandiera)    | C     | Daniel Baier        |
| 10 | Brasile (bandiera)     | C     | Elton da Costa      |
| 18 | Marocco (bandiera)     | C     | Mourad Hdiouad      |

| N. |                     | Ruolo | Calciatore       |
| -- | ------------------- | ----- | ---------------- |
| 2  | Germania (bandiera) | C     | Jens Hegeler     |
| 22 | Germania (bandiera) | C     | Patrick Mölzl    |
| 20 | Germania (bandiera) | C     | Christian Müller |
| 17 | Germania (bandiera) | C     | Lars Müller      |
| 23 | Zambia (bandiera)   | C     | Andrew Sinkala   |
| 28 | Germania (bandiera) | C     | Robert Strauß    |
| 13 | Germania (bandiera) | C     | Tobias Werner    |
| 36 | Germania (bandiera) | A     | Stephan Hain     |
| 8  | Germania (bandiera) | A     | Francis Kioyo    |
| 19 | Germania (bandiera) | A     | Marco Küntzel    |
| 9  | Ungheria (bandiera) | A     | Imre Szabics     |
| 27 | Germania (bandiera) | A     | Michael Thurk    |
| 14 | Ungheria (bandiera) | A     | Sándor Torghelle |
| 11 | Germania (bandiera) | A     | Marco Vorbeck    |

## Organigramma societario
Area tecnica
- Allenatore: Jos Luhukay
- Allenatore in seconda: Sascha Franz, Markus Gellhaus
- Preparatore dei portieri: Zdenko Miletić
- Preparatori atletici:

## Risultati

### 2. Bundesliga

#### Girone di andata
| Arbitro: | Walz |

|                              |           |               |
| Boakye 22’ Pinola 52’ (rig.) | Marcatori | 54’ Torghelle |

| Arbitro: | Welz |

|                                |           |  |
| Torghelle 32’, 39’ Szabics 73’ | Marcatori |  |

| Arbitro: | Wingenbach |

|                         |           |  |
| Kouemaha 25’ Christ 82’ | Marcatori |  |

| Arbitro: | Gräfe |

|               |           |                                               |
| Torghelle 16’ | Marcatori | 8’ Abdessadki 30’ (rig.) Schwaab 76’ Idrissou |

| Arbitro: | Zwayer |

|                                |           |            |
| Begeorgi 38’ Mavrič 41’ (rig.) | Marcatori | 21’ Werner |

| Arbitro: | Thielert |

|  |           |                |
|  | Marcatori | 27’, 89’ Bancé |

| Arbitro: | Frank |

|                                |           |             |
| Kıskanç 14’ Sinkala 25’ (aut.) | Marcatori | 27’ Szabics |

| Arbitro: | Christ |

|                                    |           |                        |
| Torghelle 58’ Möhrle 79’ Thurk 90’ | Marcatori | 49’ Ebbers 60’ Schultz |

| Arbitro: | Seemann |

|          |           |                 |
| Demir 1’ | Marcatori | 28’, 41’ Werner |

| Arbitro: | Drees |

|                              |           |                               |
| Thurk 26’ (rig.), 67’ (rig.) | Marcatori | 38’ Shapourzadeh 64’ Mokhtari |

| Arbitro: | Steuer |

|                |           |          |
| Grieneisen 42’ | Marcatori | 3’ Thurk |

| Arbitro: | Meyer |

|             |           |              |
| Hdiouad 60’ | Marcatori | 7’ Reisinger |

| Arbitro: | Kircher |

|  |           |           |
|  | Marcatori | 16’ Baier |

| Arbitro: | Wagner |

|              |           |  |
| Hertzsch 18’ | Marcatori |  |

| Arbitro: | Gagelmann |

|                        |           |  |
| Thurk 2’ Torghelle 80’ | Marcatori |  |

| Arbitro: | Grudzinski |

|                 |           |                             |
| Stroh-Engel 84’ | Marcatori | 46’ Möhrle 50’ (rig.) Thurk |

| Arbitro: | Schmidt |

|                             |           |                 |
| Werner 48’, 59’ Sinkala 52’ | Marcatori | 81’ Olajengbesi |

#### Girone di ritorno
| Augusta 30 gennaio 2009, ore 18:00 CET 18ª giornata | Augusta | 0 – 0 referto | Norimberga | Rosenaustadion (24 031 spett.)\| Arbitro: \| Kempter \| |
| Arbitro:                                            | Kempter |               |            |                                                         |

| Arbitro: | Schößling |

|                                  |           |            |
| Toborg 53’ (rig.) Großkreutz 88’ | Marcatori | 43’ Möhrle |

| Arbitro: | Willenborg |

|             |           |            |
| Hdiouad 39’ | Marcatori | 20’ Heller |

| Arbitro: | Fischer |

|              |           |  |
| Idrissou 56’ | Marcatori |  |

| Arbitro: | Fritz |

|  |           |                            |
|  | Marcatori | 1’ (aut.) Sinkala 33’ Vata |

| Arbitro: | Rafati |

|           |           |                   |
| Bancé 79’ | Marcatori | 23’ Prettenthaler |

| Arbitro: | Steuer |

|                      |           |                     |
| Torghelle 61’ (rig.) | Marcatori | 43’ Nöthe 47’ Kruse |

| Arbitro: | Henschel |

|            |           |            |
| Ebbers 70’ | Marcatori | 76’ Werner |

| Arbitro: | Wagner |

|           |           |             |
| Costa 83’ | Marcatori | 28’ Lokvenc |

| Arbitro: | Winkmann |

|                             |           |           |
| Mikolajczak 2’ Mokhtari 51’ | Marcatori | 66’ Thurk |

| Arbitro: | Wingenbach |

|                     |           |  |
| Thurk 20’, 39’, 71’ | Marcatori |  |

| Arbitro: | Kinhöfer |

|                      |           |             |
| Biliškov 4’ Haas 16’ | Marcatori | 73’ Szabics |

| Arbitro: | Kempter |

|                                 |           |  |
| Thurk 20’, 71’ (rig.) Costa 86’ | Marcatori |  |

| Arbitro: | Metzen |

|        |           |  |
| Sam 6’ | Marcatori |  |

| Arbitro: | Frank |

|                           |           |                         |
| Kern 38’, 56’ Lisztes 58’ | Marcatori | 13’, 84’ Thurk 76’ Hain |

| Arbitro: | Fischer |

|             |           |           |
| Sinkala 90’ | Marcatori | 55’ König |

| Arbitro: | Henschel |

|                                                  |           |  |
| Lehmann 11’ Olajengbesi 41’ Junglas 44’ Auer 56’ | Marcatori |  |

### Coppa di Germania
| Arbitro: | Weiner |

|                                     |                      |                                |
| Güvenışık 102’                      | Marcatori            | 116’ Szabics                   |
| Holst Damjanović Krecidlo Güvenışık | Tiri di rigore 1 – 3 | Szabics Werner Makarenko Thurk |

| Arbitro: | Wagner |

|  |           |                        |
|  | Marcatori | 36’ Kießling 78’ Vidal |

## Statistiche

### Statistiche di squadra
| Competizione      | Punti | In casa | In casa | In casa | In casa | In casa | In casa | In trasferta | In trasferta | In trasferta | In trasferta | In trasferta | In trasferta | Totale | Totale | Totale | Totale | Totale | Totale | DR |
| Competizione      | Punti | G       | V       | N       | P       | Gf      | Gs      | G            | V            | N            | P            | Gf           | Gs           | G      | V      | N      | P      | Gf     | Gs     | DR |
| ----------------- | ----- | ------- | ------- | ------- | ------- | ------- | ------- | ------------ | ------------ | ------------ | ------------ | ------------ | ------------ | ------ | ------ | ------ | ------ | ------ | ------ | -- |
| 2. Bundesliga     | 40    | 17      | 7       | 6       | 4       | 26      | 18      | 17           | 3            | 4            | 10           | 17           | 28           | 34     | 10     | 10     | 14     | 43     | 46     | -3 |
| Coppa di Germania | -     | 1       | 0       | 0       | 1       | 0       | 2       | 1            | 0            | 1            | 0            | 1            | 1            | 2      | 0      | 1      | 1      | 1      | 3      | -2 |
| Totale            | -     | 18      | 7       | 6       | 5       | 26      | 20      | 18           | 3            | 5            | 10           | 18           | 29           | 36     | 10     | 11     | 15     | 44     | 49     | -5 |

### Andamento in campionato
| Giornata  | 1  | 2 | 3  | 4  | 5  | 6  | 7  | 8  | 9  | 10 | 11 | 12 | 13 | 14 | 15 | 16 | 17 | 18 | 19 | 20 | 21 | 22 | 23 | 24 | 25 | 26 | 27 | 28 | 29 | 30 | 31 | 32 | 33 | 34 |
| --------- | -- | - | -- | -- | -- | -- | -- | -- | -- | -- | -- | -- | -- | -- | -- | -- | -- | -- | -- | -- | -- | -- | -- | -- | -- | -- | -- | -- | -- | -- | -- | -- | -- | -- |
| Luogo     | T  | C | T  | C  | T  | C  | T  | C  | T  | C  | T  | C  | T  | C  | C  | T  | C  | C  | T  | C  | T  | C  | T  | C  | T  | C  | T  | C  | T  | C  | T  | T  | C  | T  |
| Risultato | P  | V | P  | P  | P  | P  | P  | V  | V  | N  | N  | N  | V  | V  | V  | V  | V  | N  | P  | N  | P  | P  | N  | P  | N  | N  | P  | V  | P  | V  | P  | N  | N  | P  |
| Posizione | 14 | 6 | 11 | 14 | 16 | 16 | 17 | 15 | 15 | 14 | 15 | 15 | 13 | 10 | 10 | 8  | 6  | 6  | 8  | 8  | 9  | 11 | 12 | 12 | 11 | 11 | 12 | 11 | 12 | 9  | 10 | 10 | 11 | 11 |

Legenda:

Luogo: C = Casa; T = Trasferta. Risultato: V = Vittoria; N = Pareggio; P = Sconfitta.

### Statistiche dei giocatori
| Giocatore         | 2. Bundesliga | 2. Bundesliga | 2. Bundesliga | 2. Bundesliga | Coppa di Germania | Coppa di Germania | Coppa di Germania | Coppa di Germania | Totale   | Totale | Totale      | Totale     |
| Giocatore         | Presenze      | Reti          | Ammonizioni   | Espulsioni    | Presenze          | Reti              | Ammonizioni       | Espulsioni        | Presenze | Reti   | Ammonizioni | Espulsioni |
| ----------------- | ------------- | ------------- | ------------- | ------------- | ----------------- | ----------------- | ----------------- | ----------------- | -------- | ------ | ----------- | ---------- |
| V. Khomutovsky    | 1             | 0             | 0             | 0             | 1                 | 0                 | 0                 | 0                 | 2        | 0      | 0           | 0          |
| L. Kruse          | 1             | 0             | 0             | 0             | -                 | -                 | -                 | -                 | 1        | 0      | 0           | 0          |
| P. Lehner         | -             | -             | -             | -             | -                 | -                 | -                 | -                 | -        | -      | -           | -          |
| S. Neuhaus        | 33            | 0             | 1             | 0             | 1                 | 0                 | 0                 | 0                 | 34       | 0      | 1           | 0          |
| R. Benschneider   | -             | -             | -             | -             | 1                 | 0                 | 0                 | 0                 | 1        | 0      | 0           | 0          |
| I. Hertzsch       | 18            | 1             | 3             | 0             | 1                 | 0                 | 0                 | 0                 | 19       | 1      | 3           | 0          |
| B. Kern           | 25            | 0             | 2             | 0             | 2                 | 0                 | 0                 | 0                 | 27       | 0      | 2           | 0          |
| O. Khizaneishvili | 5             | 0             | 1             | 0             | -                 | -                 | -                 | -                 | 5        | 0      | 1           | 0          |
| T. Kläsener       | 17            | 0             | 4             | 0             | 1                 | 0                 | 0                 | 0                 | 18       | 0      | 4           | 0          |
| U. Möhrle         | 33            | 3             | 6             | 0             | 2                 | 0                 | 0                 | 0                 | 35       | 3      | 6           | 0          |
| M. Prettenthaler  | 1             | 1             | 0             | 0             | 1                 | 0                 | 0                 | 0                 | 2        | 1      | 0           | 0          |
| D. Baier          | 23            | 1             | 2             | 0             | 1                 | 0                 | 0                 | 0                 | 24       | 1      | 2           | 0          |
| E. Costa          | 28            | 2             | 1             | 0             | -                 | -                 | -                 | -                 | 28       | 2      | 1           | 0          |
| M. Hdiouad        | 23            | 2             | 8             | 0             | -                 | -                 | -                 | -                 | 23       | 2      | 8           | 0          |
| J. Hegeler        | 11            | 0             | 3             | 0             | -                 | -                 | -                 | -                 | 11       | 0      | 3           | 0          |
| P. Mölzl          | 13            | 0             | 5             | 0             | 2                 | 0                 | 1                 | 0                 | 15       | 0      | 6           | 0          |
| C. Müller         | 22            | 0             | 6             | 0             | 2                 | 0                 | 1                 | 0                 | 24       | 0      | 7           | 0          |
| L. Müller         | 23            | 0             | 2             | 0             | 1                 | 0                 | 0                 | 0                 | 24       | 0      | 2           | 0          |
| A. Sinkala        | 32            | 2             | 9             | 0             | 2                 | 0                 | 0                 | 0                 | 34       | 2      | 9           | 0          |
| R. Strauß         | 6             | 0             | 0             | 0             | -                 | -                 | -                 | -                 | 6        | 0      | 0           | 0          |
| T. Werner         | 32            | 6             | 5             | 0             | 2                 | 0                 | 1                 | 0                 | 34       | 6      | 6           | 0          |
| S. Hain           | 9             | 1             | 0             | 0             | 2                 | 0                 | 0                 | 0                 | 11       | 1      | 0           | 0          |
| F. Kioyo          | 18            | 0             | 1             | 0             | 1                 | 0                 | 0                 | 0                 | 19       | 0      | 1           | 0          |
| M. Küntzel        | 5             | 0             | 1             | 0             | -                 | -                 | -                 | -                 | 5        | 0      | 1           | 0          |
| I. Szabics        | 25            | 3             | 1             | 0             | 1                 | 1                 | 0                 | 0                 | 26       | 4      | 1           | 0          |
| M. Thurk          | 32            | 14            | 7             | 0             | 2                 | 0                 | 0                 | 0                 | 34       | 14     | 7           | 0          |
| S. Torghelle      | 27            | 7             | 8             | 0             | -                 | -                 | -                 | -                 | 27       | 7      | 8           | 0          |
| M. Vorbeck        | -             | -             | -             | -             | -                 | -                 | -                 | -                 | -        | -      | -           | -          |
| A. Makarenko      | 2             | 0             | 0             | 0             | 1                 | 0                 | 0                 | 0                 | 3        | 0      | 0           | 0          |
| D. Toppmöller     | 5             | 0             | 1             | 0             | 1                 | 0                 | 0                 | 0                 | 6        | 0      | 1           | 0          |